# Lasioglossum iranicum
Lasioglossum iranicum är en biart som beskrevs av Ebmer 1975. Lasioglossum iranicum ingår i släktet smalbin, och familjen vägbin. Inga underarter finns listade i Catalogue of Life.